# Torosay Castle

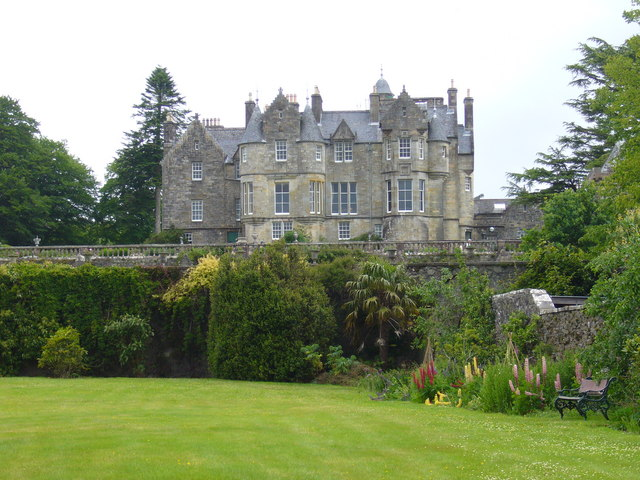
Torosay Castle

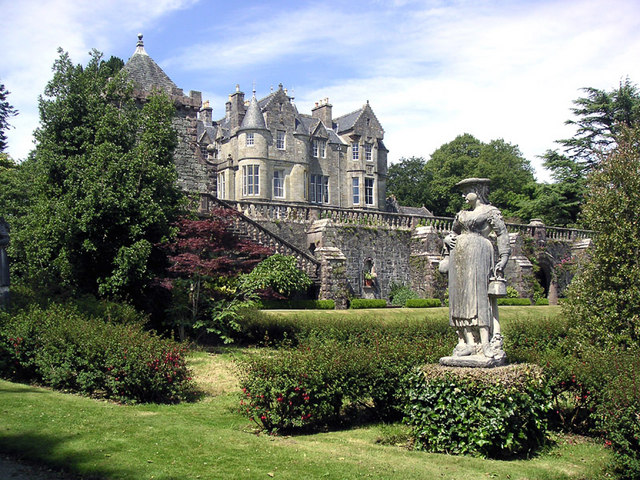
Seitenansicht mit Statue

Torosay Castle, auch Achnacroish House und später Duart House (nicht zu verwechseln mit dem nahegelegenen Duart Castle), ist ein Schloss auf der schottischen Hebrideninsel Mull. Es liegt an der Ostküste der Insel an der Bucht Duart Bay nördlich der kleinen Ortschaft Lochdon. 1971 wurde Torosay Castle in die schottischen Denkmallisten in der Kategorie A aufgenommen.

## Geschichte
Am heutigen Standort von Torosay Castle befand sich lange Zeit ein Vorgängerbau namens Achnacroish House, der zu den Hauptsitzen einer Linie des Clans Campbell aus Lanarkshire gehörte. Das heutige Torosay Castle wurde zwischen 1856 und 1858 für John Campbell of Possil erbaut. Als Architekt war David Bryce für die Planung verantwortlich. Entweder 1865 oder 1870 wurde das Schloss dann an Arburthnot Charles Guthrie vom Clan Guthrie verkauft. Er taufte das Gebäude in Duart House um. Ab 1911 hieß es schließlich Torosay Castle. Ab 1983 verkehrte die Schmalspurbahn der Isle of Mull Railway zwischen dem Fähranleger in Craignure und Tororsay Castle. Sie diente der direkten Anreise von Touristen zum Schloss und wurde bis 2010 betrieben.
Stand Sommer 2012: Torosay Castle wurde an Privat verkauft; derzeit sind weder die Burg noch der Garten für Besichtigungen geöffnet. Die Eisenbahnlinie wurde stellenweise demontiert, alle Züge sind verkauft.

## Statuen
Torosay Castle ist von einer ausgedehnten Parkanlage umgeben. Die terrassierten Gärten sind ein Werk des schottischen Architekten und Designers Robert Lorimer und wurden im ausklingenden 19. Jahrhundert angelegt. Dort sind insgesamt 16 Statuen aufgestellt, die selbst als Denkmäler in der Kategorie A eingeordnet sind. Die insgesamt 19 Skulpturen aus Kalkstein stammen aus dem 18. Jahrhundert und sind ein Werk des italienischen Bildhauers Antonio Bonazza. Sie waren zuvor in einer aufgegebenen Ortschaft bei Padua aufgestellt gewesen und wurden um das Jahr 1900 in Mailand angekauft. Sie zeigen jeweils vier Jäger, Gärtner und Fischer sowie sieben Frauen.

## Trivia
Im Juli 2008 wurde beim Öffnen einer seit über 100 Jahren verschlossenen Anrichte in deren Inneren u. a. eine Flasche Champagner der Marke Veuve Clicquot aus dem Jahre 1893 gefunden. Der Champagner war in gutem Zustand, die gelb etikettierte Flasche ist heute als älteste erhaltene Flasche dieses Herstellers in dessen Besucherzentrum in Reims (Frankreich) zu sehen – „unbezahlbar und unverkäuflich“.